# Postal (gra komputerowa)
Postal – komputerowa gra akcji wyprodukowana przez Running with Scissors, a wydana przez Ripcord Games w roku 1997. Gra należy do gatunku strzelanek, przygodę gracz obserwuje w rzucie izometrycznym. Sprzedaż produkcji została zakazana w wielu państwach. Tytuł doczekał się adaptacji filmowej o tym samym tytule, a został wyreżyserowany przez Uwe Bolla.

## Pochodzenie nazwy
Nazwa serii gier Postal nawiązuje do angielskiego wyrażenia going postal, oznaczającego sytuację, w której pracownik dokonuje jakiegoś aktu przemocy w miejscu pracy, z zabójstwem włącznie. Określenie pochodzi od serii zajść mających miejsce w biurach United States Postal Service (poczty amerykańskiej), gdzie w latach 1983–1997 w dwudziestu incydentach pracownicy poczty zastrzelili ponad czterdzieści osób. Od tego czasu idiom ten używany jest do określenia wszystkich rodzajów aktów przemocy w miejscach pracy, a samo postal – na określenie stanu ekstremalnej wściekłości. Wyrażenie going postal po raz pierwszy pojawiło się w prasie 27 grudnia 1993 w dzienniku „St. Petersburg Times”.

## Fabuła
W grze wcielamy się w tajemniczego Kolesia (Postal Dude), który bez żadnych zahamowań może likwidować wszystkie żywe istoty, np. saksofonistów z orkiestry dętej, mieszkańców wiejskich terenów, obżartych pączkami stróżów prawa itp., wykonując też dziwne zadania przez kolejne dni tygodnia.

## Rozgrywka
Gracz bezpośrednio kieruje Kolesiem, ma do dyspozycji 12 różnych broni (w tym granaty, napalm, czy koktajle Mołotowa), zaś jego zadaniem jest zabicie odpowiedniej ilości ludzi obecnych na planszy. Przeciwnicy są uzbrojeni – na przykład policjanci, osobnicy z wyrzutniami rakiet czy rednecki ze strzelbami, poza nimi na mapie są również bezbronni ludzie.

## Dodatki
W roku 1998 wydano dodatek do gry zatytułowany Special Delivery (ang. przesyłka specjalna), dający możliwość gry w czterech nowych otoczeniach (dom handlowy, dzielnica nędzarzy, strefa trzęsienia ziemi i ośrodek turystyczny dla nudystów), udostępniający nowe postacie, dźwięki i tryby rozgrywki (kooperacja i odświeżony tryb deathmatch). Pierwotna wersja gry została wraz z dodatkiem wydana w roku 2001 pod tytułem Postal Plus. Gra zawierała również edytor, umożliwiający tworzenie własnych plansz.

## Wymagania sprzętowe
Poniższe wymagania sprzętowe podawane są za oficjalnym plikiem pomocy gry Postal Plus.
Minimalne
- procesor: 133 MHz
- co najmniej 16 MB pamięci RAM
- co najmniej 24 MB wolnego miejsca na dysku
- karta graficzna będąca w stanie wyświetlić co najmniej 256 kolorów w trybie 640x480
- szesnastobitowa karta dźwiękowa Sound Blaster 16 lub kompatybilna

Zalecane
- procesor: 300 MHz
- co najmniej 64 MB pamięci RAM
- co najmniej 24 MB wolnego miejsca na dysku
- karta graficzna będąca w stanie wyświetlić co najmniej 256 kolorów w trybie 640x480
- szesnastobitowa karta dźwiękowa Sound Blaster 16 lub kompatybilna